# As the Bell Rings (serie televisiva statunitense)
As the Bell Rings è la versione statunitense della sit-com italiana Quelli dell'intervallo. Consiste in una sequenza di brevi episodi con le situazioni quotidiane di liceali americani. Si svolge durante il cambio di classi, tra una lezione e l'altra: i protagonisti si riuniscono di fronte a una finestra della Del Valle High School, in Texas, posto dove si svolgono le vicende. Il nome della sit-com riprende il titolo originale della soap opera Così gira il mondo (As the World Turns).

## Produzione
La serie è formata da 39 episodi, divisi in due stagioni, andati in onda negli USA su Disney Channel dal 26 agosto 2007.
Durante gli episodi si sentono delle risate registrate artificiali, per riprendere quelle vere delle sit-com.
Ogni episodio dura 5 minuti in entrambe le stagioni, tranne per alcuni episodi che durano 2 minuti.

## Episodi
| Stagione         | Episodi | Prima TV originale | Prima TV Italia |
| ---------------- | ------- | ------------------ | --------------- |
| Prima stagione   | 15      | 2007-2008          | 2008            |
| Seconda stagione | 24      | 2008-2009          | 2009            |

### Trasmissione italiana

#### Prima stagione
Sotto forma di maratona, la prima tv italiana dei primi episodi della prima stagione, non in ordine cronologico, è andata in onda il 27 settembre 2008, anticipando la prima tv del film prodotto per Disney Channel Camp Rock. Gli altri nuovi episodi sono stati trasmessi solamente alle 21.20 tra lunedì e giovedì di ottobre e novembre 2008, eccetto l'episodio "The Prez", non ancora trasmesso.

#### Seconda stagione
La seconda stagione è trasmessa in Italia dal 29 settembre 2009 alle 20.10 dal lunedì al venerdì. Nella seconda stagione Demi Lovato è sostituita da Lindsay Black.

## Personaggi
Charlotte Adams
Interpretata da Demi Lovato (Stagione 1)
È la protagonista femminile di As The Bell Rings. Charlotte rappresenta la tipica "ragazza qualunque" con la passione per la musica. Ha una cotta per Danny, e spesso chiede consiglio alle sue migliori amiche, Tiffany e Brooke.
È possibile che lei e Lexi siano cugine, visto che hanno lo stesso cognome.
Danny (Daniel) Neilson
Interpretato da Mat Oller (Tutte le stagioni)
È il protagonista maschile. Anche lui ricambia i sentimenti di Charlotte, ma nessuno dei due sa dell'altro. La loro è una complicata relazione e spesso deve chiedere aiuto a Skipper e Toejam, i suoi migliori amici. Come Charlotte ama la musica e vorrebbe diventare una rock star.
Tiffany Blake
Interpretata da Carlson Young (Tutte le stagioni)
Tiffany è la più bella e popolare ragazza della scuola. Ci sono momenti in cui non è molto intelligente, per esempio le ci è voluto un giorno intero per imparare l'alfabeto al contrario. In compenso, in materia di appuntamenti, bellezza e moda, è un vero genio. Si scorda tutto e ha gli stessi voti di Charlotte in molte materie, ma tutti i ragazzi della scuola, eccetto Danny e Toejam hanno una cotta per lei; le piace Skipper che oltretutto la ricambia. È brava a fare la modella ma, come dimostrato nella seconda stagione, non riesce a fare i sudoku.
Skipper Adamson
Interpretato da Collin Cole (Tutte le stagioni)
È un tipo molto bizzarro. È il "nerd" tra i sei personaggi principali; è innamorato di Tiffany, e lei sembra ricambiare, perché sorride sempre quando parla, ma nessuno sa dirlo con certezza, nemmeno le sue amiche. I migliori amici di Skipper sono Danny e Toejam. È interessato alla magia, ma è un pessimo prestigiatore. Ha un alter ego chiamato Zio Kipper, che sembra esistere davvero.
Brooke Nichols
Interpretata da Giulia Rodriguez (Tutte le stagioni)
È il personaggio più intelligente. Spesso litiga con Tiffany perché lei è carina e superficiale, il suo opposto. Le piace ballare e divertirsi. Le sue migliori amiche sono Tiffany e Charlotte. Ha una cotta segreta per Toejam.
Toejam (Thomas James)
Interpretato da Seth Ginsberg (Tutte le stagioni)
Toejam è un altro degli amici strani di Danny. Il suo soprannome, come scoperto nella seconda stagione, è l'unione dei suoi due nomi. C'è una piccola storia tra Toejam e Brooke, ma solo dopo l'intervento di Tiffany, perché sia lui che Brooke sono molto timidi. Toejam è il classico ragazzo skater. Qualche volta viene chiamato da Danny "moscerino".
Lexi (Alexandra May) Adams
Interpretata da Lindsay Black (Stagione 2)
È una nuova studentessa che sostituisce Charlotte quando lei se ne va.
Non è una nuova conoscenza per Danny, in quanto era una sua amica di infanzia. Proprio quest'ultimo si prende una cotta anche per lei. Lexi è in grado di fare molti trucchi magici, e fin dall'inizio si è adattata a stare con tutti gli altri personaggi.